# اوبرمایشلباخ
اوبرمایشلباخ (به آلمانی: Obermichelbach) یک شهر در آلمان است که در فورت واقع شده‌است. اوبرمایشلباخ ۲٬۸۹۰ نفر جمعیت دارد.